# Aplasia cutis congenita

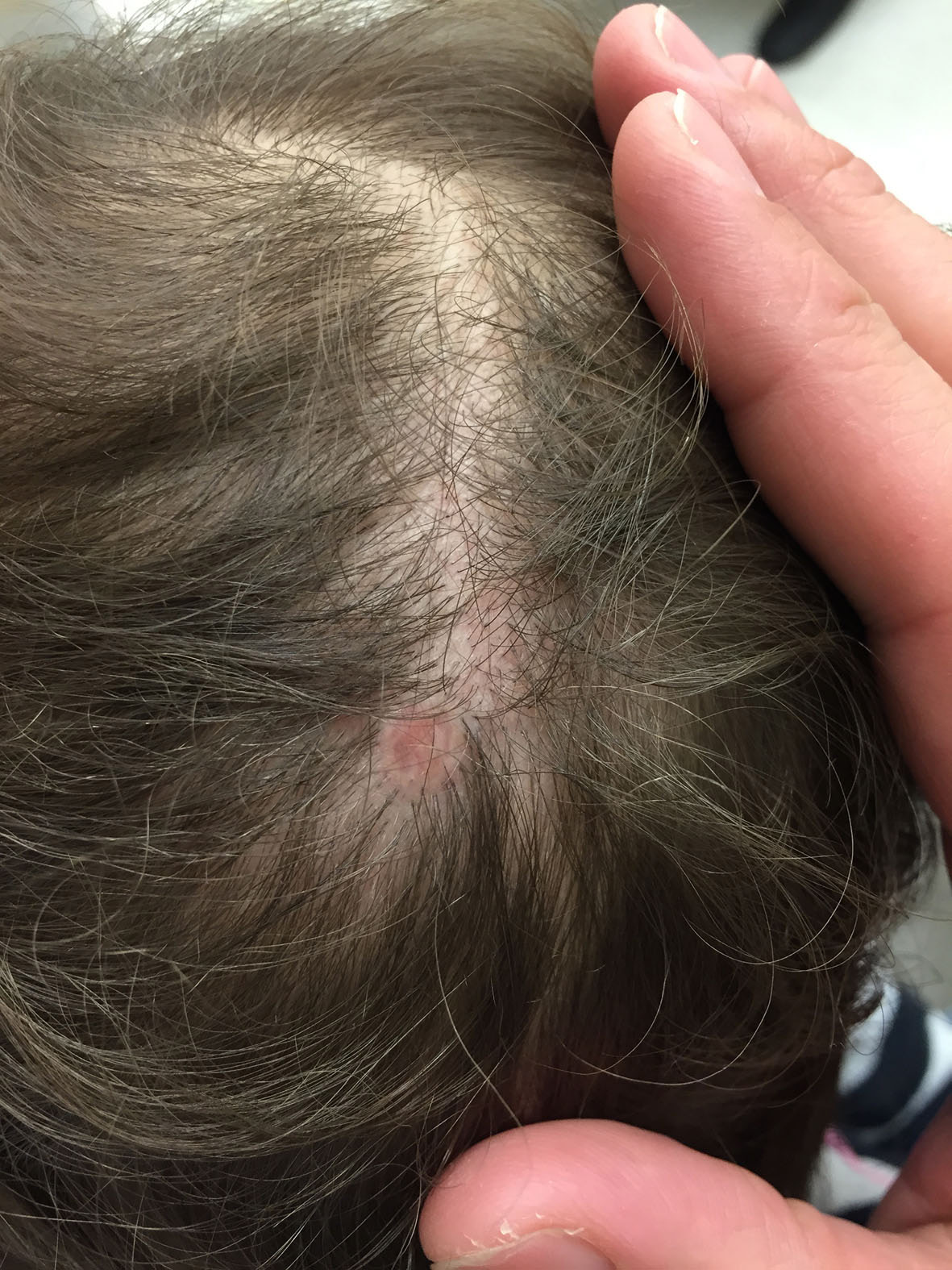
Milde Form der ACC: Ein Hautdefekt von weniger als 1 cm Durchmesser am Scheitel

Die Aplasia cutis congenita (ACC) ist eine angeborene (congenitale) Erkrankung, bei der Teile der Haut (Cutis) nicht ausgebildet sind (Aplasie). Die Krankheit kann vererbt oder vor der Geburt erworben sein und betrifft meist die Kopfhaut. Häufig finden sich weitere Auffälligkeiten an den Augen, an Hals, Nase oder Ohren oder den Gliedmaßen.
Synonyme sind: Aplasia cutis verticis congenita (ACCV); englisch Aplasia cutis congenita, nonsyndromic; Congenital Defect of Skull and Scalp; Scalp defect, congenital
Die Erkrankung wurde erstmals im Jahre 1767 durch M. Cordon beschrieben.

## Verbreitung
Die Häufigkeit wird mit 1–5 / 10 000 angegeben, bei den familiären Formen erfolgt die Vererbung autosomal-rezessiv oder häufiger autosomal-dominant.

## Ursache
Als Ursache kommen Infektionen, Gefäß-Fehlbildungen, Amniondefekte, teratogene Medikamente (z. B. ACE-Hemmer, Carbimazol, Methimazol oder Valproinsäure) infrage.
Es besteht eine Assoziation mit schweren Fehlbildungen wie Omphalozele, Gastroschisis oder Spina bifida.
Seltenen familiären Formen liegen Mutationen im BMS1-Gen am Genort 10q11.21 zugrunde.

## Einteilung
Nach I. J. Frieden können folgende Formen unterschieden werden:
- Typ 1: ACC der Kopfhaut
- Typ 2: ACC der Kopfhaut mit Extremitätendefekten, assoziiert mit dem Adams-Oliver-Syndrom
- Typ 3: ACC mit epidermalen Nävi, assoziiert mit Naevus sebaceus; Naevus verrucosus
- Typ 4: ACC mit darunter liegenden Fehlbildungen wie Enzephalozele, Meningozele, Spina bifida oder Omphalozele
- Typ 5: ACC mit Fetus papyraceus
- Typ 6: ACC mit Epidermolysis bullosa
- Typ 7: ACC im Bereich der Extremitäten, Assoziation mit Epidermolysis bullosa
- Typ 8: ACC bei spezifischen Teratogenen wie Methimazol, intrauterine Infektion mit Herpes simplex oder Varizella-Zoster-Virus
- Typ 9: ACC bei Malformationssyndromen: Trisomie 13, Goltz-Gorlin-Syndrom, Delleman-Syndrom, Johanson-Blizzard-Syndrom und EEC-Syndrom

## Klinische Erscheinungen
Klinische Kriterien sind:
- In 70 % ist der Kopf im Scheitelbereich betroffen, seltener der Rumpf oder der Extremitäten proximal.
- Bereits bei Geburt umschriebener, unbehaarter, von einer dünnen Membran bedeckter Hautdefekt mit Bildung einer atrophen, haarlosen, beschwerdefreien Narbe

Die ACC tritt bei folgenden Syndromen auf:
- Aplasia cutis congenita - Myopie (Gershonibaruch-Leibo-Syndrom)[6]
- Aplasia cutis congenita der Gliedmaßen, rezessive (veraltete Bezeichnung)[7]
- Aplasia cutis congenita mit intestinaler Lymphangiektasie (Aplasia cutis congenita, autosomal-rezessive; Bronspiegel-Zelnick-Syndrom)
- Didymosis aplasticosebacea (Aplasia cutis congenita-Naevus sebaceus-Syndrom)[8]
- Fokale faziale dermale Dysplasie, Typ I (Aplasia cutis congenita, bitemporale; Brauer-Syndrom; FFDD Typ I; FFDD1; Fokale faziale dermale Dysplasie 1 vom Typ Brauer)
- SCALP-Syndrom (Naevus sebaceus-ZNS Fehlbildungen-Aplasia cutis congenita-limbales; Dermoid-pigmentierter Naevus-Syndrom)[9]
- Toriello-Lacassie-Droste-Syndrom (Aplasia cutis congenita mit epibulbären Dermoid)[10]